# Гарама, Станислав Олегович
Станислав Олегович Гарама (род. 24 ноября 1987) — российский дзюдоист, призёр чемпионата России.

## Спортивные результаты
- Чемпионат России 2004 года среди юниоров — ;
- Евразийский международный турнир 2005 года, Оренбург — ;
- Юниорский турнир класса А, 2005 год, Санкт-Петербург — ;
- Чемпионат России 2006 года среди юниоров — ;
- Чемпионат России 2006 года среди молодёжи — ;
- Чемпионат России по дзюдо 2006 года — ;